# Dhuilya
Dhuilya là một thị trấn thống kê (census town) của quận Haora thuộc bang Tây Bengal, Ấn Độ.

## Nhân khẩu
Theo điều tra dân số năm 2001 của Ấn Độ, Dhuilya có dân số 18.399 người. Phái nam chiếm 52% tổng số dân và phái nữ chiếm 48%. Dhuilya có tỷ lệ 81% biết đọc biết viết, cao hơn tỷ lệ trung bình toàn quốc là 59,5%: tỷ lệ cho phái nam là 85%, và tỷ lệ cho phái nữ là 77%. Tại Dhuilya, 8% dân số nhỏ hơn 6 tuổi.